# Велика Білозерка
Вели́ка Білозе́рка — село в Україні, у Василівському районі Запорізької області. Єдине село в Україні, яке було до 17 липня 2020 року районним центром та єдиним селом, у якому розташований суд. До січня 2017 року також було центром Великобілозерської, Новопетрівської, Трудової і Червоної сільських рад, яким були підпорядковані 4 частини села (це чимось нагадувало райони у місті). Новопетрівській раді також були підпорядковані навколишні села Качкарівка і Новопетрівка.

## Географія
Село Велика Білозерка розташоване на березі річки Білозерка, нижче за течією на відстані 1,5 км розташоване село Качкарівка. Через село проходять автошляхи територіального значення Т 0805 та Т 0810.
Неподалік від села розташований ентомологічний заказник «Цілинна балка».

## Історія

### Доісторичні часи
Територія, на якій розташоване сучасне село, була заселена з давніх часів, про що свідчать археологічні знахідки. Понад Білозерською балкою тягнуться кургани — частина з яких розкопана. Тут виявлені поховання доби бронзи (III — І тисячо- до н. є.). В курганах, відомих під назвами Цимбалка, Велика цимбалка, Мала цимбалка, Орел (курган), Чмирева могила виявлені багаті скіфські поховання з золотими прикрасами (V—III,)ж VIII—VII ст. ст. до н. е.). У Чмиревій могилі, в окремій камері, знайдено також поховання коней.

### Середньовіччя
Курган скіфського часу — Чмирева могила, датують 345—325 роками до н. е.
Тривалий час у придніпровському степу через спустошливі набіги кочівників-татар постійних поселень не було, за винятком зрідка розкиданих зимівників запорізьких козаків.

### Російська імперія
Після приєднання у 1783 році Криму та північної Таврії до Росії в цій місцевості почали виникати поселення. Саме на цей час і припадає заснування Великої Білозерки переселеними сюди державними селянами з Полтавської та Чернігівської губерній, які побудували тут 30 землянок уздовж річки Білозерки. Поселення дістало назву за найменуванням річки.
На відміну від сусіднього однойменного села, розташованого вище за течією річки, полтавці та чернігівці почали називати своє село Нижньою або Великою Білозеркою. Згодом за ним остаточно закріпилася ця назва. У 1804 році сюди прибула нова група поселенців із Загрудної та інших слобід Зіньківського повіту Полтавської губернії. Село зростало й далі за рахунок нових груп переселенців. У 1845 році тут утворилася сільська громада. На початку 1870-х років XIX століття у Великій Білозерці налічувалося 900 дворів, проживало 7513 осіб.
Станом на 1886 рік в селі, центрі Велико-Білозерської волості Мелітопольського повіту Таврійської губернії, мешкало 10116 осіб, налічувалось 1439 дворів, існували 3 православні церкви, 2 школи, 14 лавок, 3 бондарні, 2 колесні, відбувалось 2 ярмарки на рік: 17 березня та 20 вересня, базар.
У 1880-х роках XIX століття Велика Білозерка була одним із трьох сіл у Мелітопольському повіті, які славилися садами та городами, що займали тут понад 1000 десятин землі.
Оскільки Велика Білозерка простягалася майже на 25 кілометрів, приписані до сільської общини землі було розподілено за парафіями. З того часу в селі існували самостійно Петропавлівська, Покровська та Преображенська общини. Хлібороби обробляли землю за правилами і звичаями, наслідуваними від дідів. Через низьку культуру землеробства врожаї були низькими. В селі розвивалися гончарний, теслярський, ковальський, бондарний, стельмаський та інші промисли. Добротні будинки в селі мали тільки багатії, трудове ж селянство тулилося в землянках та критих соломою або очеретом саманних хатах. Вкрай незадовільним було в селі медичне обслуговування — тільки на початку XX століття у Великій Білозерці відкрили амбулаторію: один лікар, два фельдшери та акушерка обслуговували дільницю, до якої належало 8 населених пунктів з 22,6 тис. осіб населення.

### Українська революція
У 1917 році село входить до складу Української Народної Республіки.
Внаслідок поразки Перших визвольних змагань село надовго окуповане більшовицькими загарбниками.

### Міжвоєнна доба
1923 року Велика Білозерка, де проживало 18,3 тис. осіб, стала районним центром. Це сприяло подальшому розвиткові села. 1925 року обсяг сільськогосподарського виробництва у Великій Білозерці перевищив довоєнний рівень. Колективні господарства з кожним роком міцніли, демонструючи переваги колективних форм господарювання над одноосібними. Весною 1923 року 23 колгоспи об'єднали все трудове селянство й у передвоєнні роки Другої світової війни вони стали економічно міцними, прибутковими.
У 1932—1933 роках селяни Великої Білозерки, як і всієї Великої України, пережили сталінський геноцид.

### Німецька окупація
19 вересня 1941 року село окупували німці. В ніч на 26 червня 1942 року у протитанковому рові на околиці села гітлерівці розстріляли 200 колгоспників, серед яких було багато жінок, дітей і літніх людей. За іншими даними, цього дня загинуло 280 людей.
В селі виникла підпільна прорадянська група під керівництвом молодої колгоспниці Г. Ф. Сторчило. Члени підпільної групи вели агітацію серед молоді, закликаючи юнаків і дівчат уникати відправки до Німеччини. Проте німцям вдалося вивезти з Великої Білозерки 190 осіб, а планувалося 500.

### Післявоєнна доба
29 жовтня 1943 року війська 4-го Українського фронту, зокрема, вояки 279-ї стрілецької дивізії Червоної армії, вигнавши німців, звільнили село. Почалося відновлення радянського режиму. В боях за Велику Білозерку загинуло 3233 червоноармійців.
В складі Червоної армії було понад 2000 мешканців Великої Білозерки. Загалом за роки Другої Світової війни загинув 591 житель села.
Після повторного встановлення радянської влади розпочалась робота з відновлення села. Було налагоджено роботу крамниць, шевських і кравецьких майстерень, пошти, зв'язку. Почалася відбудова райпромкомбінату. Невдовзі вже працювали ковальсько-слюсарний, шкіряний, теслярський, гончарний та інші цехи. Робітники МТС побудували тимчасові приміщення майстерень, відремонтували 3 трактори, 5 комбайнів, деякий інвентар.
З 1950 року у Великій Білозерці почалося поступове укрупнення колгоспів, внаслідок чого замість 23 дрібних господарств було утворено 6 великих багатогалузевих механізованих артілей: «Росія», ім. Фрунзе, «Білозерський», «40 років Жовтня», «Правда» та ім. Суворова.
У 1954 році відбулося злиття 4 Рад — Трудової, Робітничо-селянської, Червоної та Шевченківської в одну сільраду — Великобілозерську.

### У Незалежній Україні
З 24 серпня 1991 року село у складі незалежної України.
17 липня 2020 року, в результаті адміністративно-територіальної реформи та ліквідації Білозерського району, село увійшло до складу Василівського району.

### Російське вторгнення в Україну (2022)
З перших днів широкомасштабного російського вторгнення в Україну Велика Білозерка перебуває у тимчасовій окупації. У Великій Білозерці підрозділи російських окупантів розосередилися по всьому населеному пункту і розташували техніку між житлових будинків.
8 червня 2022 року співробітники Служби безпеки України затримали на Запоріжжі депутата Великобілозерської сільської ради, якого підозрюють у сприянні окупантам у веденні бойових дій проти ЗСУ. Його затримали, коли він їхав на лікування до Запоріжжя. Оперативники спецслужби встановили, що депутат, який був директором і співвласником сільськогосподарських підприємств у районі, добровільно перейшов на бік росіян та почав співпрацювати з окупаційною владою. За повідомленням Офісу генерального прокурора, у березні 2022 року під час тимчасової окупації села Велика Білозерка, підозрюваний допоміг окупантам харчовими продуктами, передав у користування власний автомобіль та забезпечив ворожу техніку паливно-мастильними матеріалами. Також він надав переносні дерев'яні споруди, якими російські окупанти укріпили контрольно-пропускний пункт для подальшого використання його у бойових діях проти ЗСУ.
20 червня 2022 року о 03:30 ночі в окупованому селі Велика Білозерка невідомі почали зламувати двері у квартирі подружжя. Російським окупантам не сподобалися вчитель української мови та підприємець. За повідомленням доньки викрадених Кобченко Ніни Анатоліївни та Кобченка Олега Володимировича, окупанти били чоловіка (про це свідчать великі залишки крові в квартирі, на підлозі, на стіні), а потім посадили їх в авто та вивезли в невідомому нікому напрямку.
У ніч на 31 серпня 2022 року окупанти поблизу Великої Білозерки обстріляли молочно-товарну ферму з під «символічною» назвою «Росія», в результаті чого з 2000 корів згоріло заживо половина худоби, а два працівники отримали поранення.
10 червня 2023 року, в перші дні Українського контрнаступу, за декілька кілометрів від окупованого села Велика Білозерка, на трасі, що веде на місто Енергодар, ЗСУ завдали удару по щонайменше двом одиницям російської військової техніки.

## Населення
- 1926 — 16 477
- 1939 — 12 558
- 1989 — 9757
- 2001 — 8318
- 2021 — 6724[10]

### Мова
Розподіл населення за рідною мовою за даними перепису 2001 року:
| Мова            | Кількість | Відсоток |
| --------------- | --------- | -------- |
| українська      | 7800      | 93.54%   |
| російська       | 495       | 5.94%    |
| румунська       | 17        | 0.20%    |
| циганська       | 9         | 0.11%    |
| білоруська      | 3         | 0.04%    |
| болгарська      | 1         | 0.01%    |
| гагаузька       | 1         | 0.01%    |
| польська        | 1         | 0.01%    |
| інші/не вказали | 12        | 0.14%    |
| Усього          | 8339      | 100%     |

## Відомі особи
- Онушко-Тиховська Лєна (1932) — українська поетеса.
- Білан Григорій Терентійович (1909—1989) — учасник і орденоносець Другої світової війни. Брав участь у відновленні радянської окупації України, радянській окупації Чехословаччини і Польщі. Нагороди: орден Великої вітчизняної війни II ст., медаль «За відвагу», «За взяття Будапешта», «За перемогу над Німеччиною».

## Пам'ятки
- У Великій Білозерці збереглися споруди, що мають архітектурну цінність. Передусім, це Свято-Покровська церква (1886) та будівля церковно-парафіяльної школи (1891).
- Збереглися три корпуси земської лікарні (1913—1914), що використовуються й понині за призначенням.
- Великобілозерська сільська рада розташована у будинку волосного правління (початок 1900-х років), а пошта — у будівлі колишньої трудової школи (1913—1914).
- До цінних археологічних пам'яток належить курганний могильник «Цимбалова могила»[12].